# Ilosvay Lajos
Nagyilosvai Ilosvay Lajos (Dés, 1851. október 31. – Budapest, Józsefváros, 1936. szeptember 30.) vegyész, egyetemi tanár, akadémikus, a Magyar Tudományos Akadémia alelnöke, országgyűlési képviselő és államtitkár. 1914-től 1936-ig a Királyi Magyar Természettudományi Társulat elnöke.
Életrajzírója, Szőkefalvy-Nagy Zoltán szerint:
„Lehet, hogy a magyar kémikusok közül volt, aki nagyobb világhírnevet szerzett magának, mint Ilosvay Lajos, nem volt azonban egyetlenegy sem, aki sokoldalúbb lett volna, s aki nagyobb, s főleg hosszabban tartó befolyást gyakorolt volna a kémiai ismeretek hazai terjedésére, a kutatások megszervezésére és a magyar vegyészet fejlődésére.”

## Élete
Ilosvay Lajos (1826–1900) megyei várnagy és Turbucz Amália (1830–1882) fiaként született. Középiskolai tanulmányait Kolozsvárott végezte, majd a budapesti tudományegyetemen gyógyszerészi diplomát, majd bölcsészeti doktorátust, később középiskolai tanári oklevelet szerzett.
1875-76 között Lengyel Béla, 1876-80 között Than Károly mellett volt tanársegéd. Kiváló tudományos munkája miatt 1880-ban hosszabb külföldi tanulmányútra küldték, melynek során Heidelbergben Bunsen, Münchenben Baeyer, Párizsban pedig Berthelot mellett dolgozott. 1882-ben a József Műegyetem meghívta az általános kémiai tanszék élére, Nendtvich Károly utódjául. 1882-től az általános kémia helyettes, 1883-tól nyilvános rendes tanára. 1886-tól 1893-ig a kar dékánja, 1900-tól 1903-ig a Műegyetem rektora volt.
1917-ben nyugdíjba vonult, de megbízott vezetőként tovább vezette a tanszéket 1934-ig (tehát összesen 52 éven keresztül).
1891. május 8-tól az MTA levelező, 1905. május 12-től rendes tagja, 1916. május 4. – 1919. október 23. és 1925. május 7. – 1928. május 18. között alelnöke, 1914-től haláláig a Királyi Magyar Természettudományi Társulat elnöke volt. 1932-ben a Társulat tiszteletbeli tagjává választották és Szily-éremmel tüntették ki.
Jelentős szerepet játszott a kémiai oktatás fejlesztésében. 1910-től 1914-ig kormánypárti országgyűlési képviselő, 1914-17 között a vallás- és közoktatásügyi minisztérium államtitkára, 1927-től a felsőház tagja volt. Református vallású.
Sírja a Fiumei úti sírkertben található (48/2-1-5), a Nemzeti sírkert részeként 2004 óta védett.

## Tudományos munkássága
Kutatói tevékenysége főleg a szervetlen és az analitikai kémia terén volt jelentős. Kimutatta, hogy a levegőben a villámlás hatására nem ózon, hanem nitrogén-oxidok keletkeznek. Megállapította, hogy a vas katalizálja a nitrogén és az oxigén egyesülését. Több szerves gyök kimutatására is ajánlott új reagenseket. A salétromossav kimutatására szolgáló Grieß-féle kémszer érzékenységét nagymértékben fokozva megalkotta a Griess–Ilosvay-reagenst. Behatóan foglalkozott vízkémiával, vízelemzéssel is.
Számos tudományos és ismeretterjesztő könyvet és cikket írt, köztük az első magyar nyelvű könyvet a szerves kémiáról. Szerkesztette a Magyar Chemiai Folyóiratot (1897-től), majd a Természettudományi Közlönyt (1906-tól). Számos elhunyt kortársáról írt megemlékezést, többek között Nendtvichről, Than Károlyról, Szily Kálmánról, Eötvös Lorándról és másokról.
A Magyar Királyi Természettudományi Társulat elnökeként 1927-es nyitóbeszédben a kémiai és biológiai fegyverek szerepét elemezte. A beszéd szerkesztett változata ezután megjelent a Természettudományi Közlönyben. Ez adta az első lökést a magyar biológiai fegyverek kutatásának és fejlesztésének.

## Fontosabb munkái
- Adatok az oxysulfocarbaminsavas ammonium sajátságaihoz… Egy. doktori értek. is. (Bp., 1875)
- A buziási József-forrás vegyi elemzése. (Értekezések a természettudományok köréből, 1876)
- A luhi Margit-forrás vegyi elemzése. (Mathematikai és Természettudományi Közlemények, 1878)
- A budapesti világítógáz chemiai analysise 1876-ban. (Értekezések a természettudományok köréből, 1880)
- Adatok a carbonyl-sulphid – szénéleg-kéneg – physikai sajátságaihoz. 1–2. (Értekezések a természettudományok köréből, 1880–1881)
- Sur les sels doubles préparés par fusion. Caractéres et role des sels doubles formés par fusion. Berthelot, Marcellinnel. (Comptes rendus des séances de l’Académie des sciences. Paris, 1882)
- A chemiai rokonság és a thermochemia. (Természettudományi Közlöny, 1883)
- A tudományos chemia állapota külföldön és hazánkban. 1–2. Kísérletek chemiai előadásokhoz. (Természettudományi Közlöny, 1884)
- A torjai Büdös-barlangról. I. L. előadása. (Népszerű természettudományi előadások gyűjteménye. 8. 48. Bp., 1885)
- Két újabb lámpa. (Természettudományi Közlöny, 1886)
- A chemia alapelvei. Monográfia és egy. tankönyv. Hetven rajzzal. (A Természettudományi Társulat kiadványai. 30. Bp., 1888)
- A nitrogén és oxigén térfogatának közelítő meghatározása a levegőben. A hidrogénchlorid – sósav – felbontása nátrium-amalgámmal. A hidrogénchlorid – sósav – synthesise és dissociatiója. (Természettudományi Közlöny, 1888)
- Az égés melléktermékeiről. 1–2. (Természettudományi Közlöny, 1889)
- Képződik-e az izzó platina körül ózon? – Képződik-e ózon a Bunsen-féle gázlámpa kis lángját ráfúvott levegővel lehűtjük? Van-e a láng közelében ózon? – Ózon-képződés léghűtés közelében. A nem hidrogénhez kötött kén kimutatása világító gázban. Ásványvizek összetétele. A Sarolta-forrás chemiai elemzése. (Természettudományi Közlöny, 1890)
- A budai keserűvizeknek eddig ki nem mutatott alkotórészei. (Természettudományi Közlöny, 1892)
- Levegőben, égéskor keletkező nitrogéntartalmú melléktermékek mennyiségi meghatározása. Akadémiai székfoglaló. (Elhangzott: 1892. dec. 12.; megjelent: Értekezések a természettudományok köréből. 23. 1. Bp., 1893; kivonatosan: Akadémiai Értesítő, 1892 és Természettudományi Közlöny, 1892)
- Budapest ásványos vizei és fürdői. (Az Osztrák–Magyar Monarchia írásban és képben. Magyarország. III. köt. Bp., 1893 és külön: Bp., 1893)
- A szerves chemia hajdan és most. 1–2. Adalék a kálium-nitrit, általában vízben oldható nitritek térfogatos elemzéséhez. Az okszerű táplálkozás. (Természettudományi Közlöny, 1893)
- Lavoisier emléke. Adalék a levegő összetételéhez. A levegő elemzésének eredményei. A levegőben és a levegőbeli csapadékokban foglalt hydrogénperoxidokról. (Természettudományi Közlöny, 1894)
- Az ózon és ammonia egymásra hatásakor keletkező termékekről. (Mathematikai és Természettudományi Értesítő, 1894)
- A torjai Büdös-barlang levegőjének chemiai és fizikai vizsgálata. Két képpel. (A Természettudományi Társulat kiadványa. Bp., 1895)
- Nendtvich Károly emlékezete. (Akadémiai Értesítő, 1895)
- Ózon hatása ammóniára. Salétromossav és hydrogénperoxid egymásra hatása nagy hígításban. Kémszer hydrogénperoxidra. (Természettudományi Közlöny, 1895)
- Hydrogénperoxid és salétromossav hatása egymásra nagyon híg oldatban. Az ózon és ammonia egymásra hatásakor keletkező termékekről. A hydrogénperoxid új kémlőszerei. (Magyar Chemiai Folyóirat, 1895)
- Új adat a budai keserűvizek alkotásához. (Természettudományi Közlöny, 1896)
- Új adat a budai keserűvizek ismeretéhez. (Földtani Közlöny, 1896)
- Than Károly chemiája. (Budapesti Szemle, 1897)
- A luhi Margit-forrás újabb vizsgálatáról. A Balaton vizének chemiai elemzése. (Természettudományi Közlöny, 1898)
- A Balaton vizének chemiai viszonyai. (A Balaton tudományos tanulmányozásának eredményei. I. köt. A Balaton tónak és környékének physikai földrajza. Bp., 1898)
- Közönséges phosphortól mentes gyufa feltalálására nemzetközi pályázat. A „Margit” alkalifém-hydrocarbonátos víz újabb chemiai elemzése és képződésének körülményei. (Magyar Chemiai Folyóirat, 1898)
- Ammoniás cuprooldat készítése hydroxylaminnal. Az ózon újabb kémszeréről. (Természettudományi Közlöny, 1899)
- Bunsen Róbert Vilmos emlékezete. Jelentés az atomsúly megállapítására kiküldött német bizottság javaslatáról. Acetylén kimutatásához szükséges ammoniás cuprooldat készítése hydroxylaminnal. A phenylendiaminok mint az ózon kémszerei. (Magyar Chemiai Folyóirat, 1899)
- A műszaki chemia hazánkban. A hydrazinnal készített ammoniás cuprooldat sajátságairól. (Természettudományi Közlöny, 1900)
- Emlékezés Berthelot 50 éves jubileumára. (Magyar Chemiai Folyóirat, 1902)
- Bevezetés a szerves chemiába. I. köt. A szénhidrogének. Monográfia és egy. tankönyv. Bordázott gerincű félbőrkötésben, körben aranyozott élmetszéssel. (Bp., 1905)
- Az elméleti chemia újabb haladásáról. (Magyar Chemiai Folyóirat, 1905)
- Pályázat hidraulikus kötőanyagok vizsgálatára. A szénhidrogének a gyakorlati életben. A szerves chemia elemei. (Természettudományi Közlöny, 1905)
- A szén vegyületei oxigénnel. A Nobel-díjjal kitüntetett természettudósok: Lenard Fülöp, Baeyer Adolf és Koch Róbert. Aujeszky Aladárral és Zemplén Győzővel. (Természettudományi Közlöny, 1906)
- Az elemek átváltozásáról. A zinkmethyllel készített methan jódtartalmáról. Mendelejev Dimitrij Ivanovics. Moissan Henri. (Természettudományi Közlöny, 1907)
- Görgey Artur: A kókuszolaj szilárd és folyékony zsírsavjairól. 1–3. Über die festen, flüchtigen, fetten Sauren des Coconussöles. Ford. és közli I. L. (Magyar Chemiai Folyóirat, 1907 és külön: Bp., 1907)
- Than Károly. A szerves chemia némely sikerei és sikertelenségei. (Természettudományi Közlöny, 1908)
- A természettudományoknak, különösen a chemiának tanításáról a szabad tanítás iskolájában. (Népművelés, 1908)
- Poincaré véleménye Bolyai Jánosról. (Természettudományi Közlöny, 1909)
- A hydrokénessav, illetőleg a zinkhydrosulfit néhány alkalmazása. Akadémiai székfoglaló. (Elhangzott: 1909. jún. 14.; megjelent: Mathematikai és Természettudományi Értesítő, 1909)
- A kolloidok természettudományi jelentősége. (A magyar orvosok és természetvizsgálók nagygyűlésének munkálatai, 1910)
- A zinkhydrosulfit némely alkalmazása. (Természettudományi Közlöny, 1910)
- A kékszínű molybdenoxyd két új módosulatáról. Scheitz Pállal. (Mathematikai és Természettudományi Értesítő, 1910)
- Than Károly másodelnök emlékezete. (Az MTA elhunyt tagjai fölött tartott emlékbeszédek. 16. 1. Bp., 1912 és külön: Bp., 1912)
- Berthelot Marcellin emlékezete. (Az MTA elhunyt tagjai fölött tartott emlékbeszédek. 16. 3. Bp., 1912 és külön: Bp., 1912)
- Kalecsinszky Sándor emlékezete. (Földtani Közlöny, 1912)
- Az elemek keletkezése, fejlődése és átváltozása. A szagot előidéző vegyületek chemiai összetételéről. (Természettudományi Közlöny, 1912)
- Uranohydrosulfit. A hydrosulfitok, különösen a zinkhydrosulfit hatására végbemenő anorganikus reakciók összefoglalása. Molybdenkék. Csekély mennyiségű wolframsav kimutatása zinkhydrosulfitos oldattal.
- Csekély mennyiségű molybdensav kimutatása molybdenkék alakban. Kékszínű wolframtartalmú termék. (Magyar Chemiai Folyóirat, 1913)
- Wartha Vince. (Budapesti Szemle, 1914)
- A természettudományok fejlődésének főbb mozzanatai az elmúlt 45 év alatt. I. L. elnöki megnyitó beszéde a kir. m. Természettudományi Társulat közgyűlésén, 1915. febr. 24-én. (Természettudományi Közlöny, 1915 és külön: Bp., 1915)
- Lengyel Béla r. tag emlékezete. (Az MTA elhunyt tagjai fölött tartott emlékbeszédek. 17. 13. Bp., 1916 és külön: Bp., 1916)
- A fából előállítható gáz és a methan fűtőértékének viszonya egymáshoz. Lengyel Béla emlékezete. (Természettudományi Közlöny, 1916)
- Az erdélyi földgáz értékesítése. I. L. elnöki megnyitó beszéde a kir. m. Természettudományi Társulat közgyűlésén, 1916. febr. 24-én. (Természettudományi Közlöny, 1916 és külön: Bp., 1916)
- A robbantószerekről. I. L. elnöki megnyitó beszéde a kir. m. Természettudományi Társulat közgyűlésén, 1917. márc. 22-én. (Természettudományi Közlöny, 1917 és külön: Bp., 1917)
- Wartha Vince emlékezete. A Magyar Tudományos Akadémia feladatai. Az ellenséges nagy államok természettudományi mozgalmai a chemiai ipar fejlesztése érdekében. I. L. elnöki megnyitó beszéde a kir. m. Természettudományi Társulat közgyűlésén, 1918. febr. 27-én. Áldozzunk a kir. m. Természettudományi Társulat jövőjének biztosításáért. I. L. elnöki megnyitó beszéde a kir. m. Természettudományi Társulat közgyűlésén, 1918. dec. 18-án. (Természettudományi Közlöny, 1918)
- Az Akadémia újabb feladatai. I. L. másodelnök megnyitó beszéde az akadémiai nagygyűlésen. (Budapesti Szemle, 1918)
- A chemiai-ásványtani szakosztály vázlatos története 1892-től 1916-ig. (Magyar Chemiai Folyóirat, 1920)
- A radioaktív kutatások eredményei megingatták-e az elemekről kialakított nézeteinket? I. L. elnöki megnyitó beszéde a kir. m. Természettudományi Társulat közgyűlésén, 1920. máj. 12-én. (Természettudományi Közlöny, 1920)
- Fehérnemű jelzésére alkalmas tinta készítése. Idővel használhatatlanná vált gipsz használhatóvá tétele. Közművelődésügyünk és természettudományos állapotaink. I. L. elnöki megnyitó beszéde a kir. m. Természettudományi Társulat közgyűlésén, 1921. máj. 25-én. (Természettudományi Közlöny, 1921)
- A szag és a chemiai összetétel közötti kapcsolat. (Természettudományi Közlöny, 1921 és Mathematikai és Természettudományi Értesítő, 1921)
- Olajlakk – A chagrinbőr fakulása és foltosodásának meggátlása. Csonka-Magyarország táplálóanyag-szükséglete. Világító festékek. Megsárgult vagy megbarnult keleti szőnyegek tisztítása. A rádiumemanáció vagy niton mint a XX. század bölcsek köve. I. L. elnöki megnyitó beszéde a kir. m. Természettudományi Társulat közgyűlésén, 1922. máj. 24-én. (Természettudományi Közlöny, 1922)
- Linoleum ragasztása cementpadlóra. A megkeményedett linoleumszőnyeg megpuhítása. A bőr rendben tartásáról. Egészséges táplálkozás biztosítása egységes élelmiszertörvénnyel. I. L. elnöki megnyitó beszéde a kir. m. Természettudományi Társulat közgyűlésén, 1923. jún. 6-án. (Természettudományi Közlöny, 1923)
- Nagyszigethi Szily Kálmán. (Budapesti Szemle, 1924 és Természettudományi Közlöny, 1924)
- Eltört porcelántárgyak összeragasztása. Gubacstinta készítése. Terméketlen szikeseink megmentése. I. L. elnöki megnyitó beszéde a kir. m. Természettudományi Társulat közgyűlésén, 1924. jún. 25-én. (Természettudományi Közlöny, 1924)
- Semsey Andor t. tag emlékezete. (Az MTA elhunyt tagjai fölött tartott emlékbeszédek. 19. 2. Bp., 1925 és külön: Bp., 1925)
- Semsey Andor emlékezete. Mérges gázok és gőzök a háború szolgálatában. (Természettudományi Közlöny, 1925)
- A tenger mint az arany és az ezüst lelőhelye. A chemiai és a bakteriológiai fegyverek szerepe a múlt és a jövő háborújában. Az anyag egysége és az elemek átváltoztatására irányuló kísérletek. (Természettudományi Közlöny, 1927)
- Mit tudunk chemiai szempontból a vitaminokról? – Berthelot Marcelin. A népművelés korszerűsége, jelentősége és törvény útján való rendezésének szükségessége. (Természettudományi Közlöny, 1928)
- Az ókori Egyiptom némely csodája mai megvilágításban. (Természettudományi Közlöny, 1929)
- A természet védelme külföldön és hazánkban. (Természettudományi Közlöny, 1930)
- Dalton atomsúlyaitól Soddy izotópjaiig. Ki volt a foszforos gyufa feltalálója? (Természettudományi Közlöny, 1931)
- Az izotópok az atomokra vonatkozó újabb tanítások megvilágításában. (Természettudományi Közlöny, 1932)
- Than Károly születésének századik évfordulóján. (Természettudományi Közlöny, 1934)
- Az íz és a kémiai összetétel közötti kapcsolat. (Természettudományi Közlöny, 1935)
- Adalékok a salétromossav kémhatásához. (Magyar Kémiai Folyóirat, 1976)
- Az anyag egysége és az elemek átváltoztatására irányuló kísérletek. (Magyar Kémiai Folyóirat, 1977)
- Nagyszigethi Szily Kálmán. (Természet Világa, 2004).

### Az interneten elérhető írásai
- A tudományos chemia állapota külföldön és hazánkban
- Az anyag egysége és az elemek átváltoztatására irányuló kísérletek
- Az ókori Egyiptom némely csodái mai világításban
- Az íz és a kémiai összetétel közötti kapcsolat